# UTC+13
UTC+13 или +13 часа прибавени към Координираното универсално време (UTC) съответства на следните часови зони и се използва в следните страни:

## Стандартно време (целогодишно)
- Кирибати: Фениксови острови, включително о-в Ендербери
- Тонга: Нуку'алофа
- Токелау[1]
- Самоа

## Лятно часово време
- Нова Зеландия
- Русия: Камчатски край, Чукотски автономен окръг